# Ескімо
Ескімо́ — вершкове морозиво на паличці, вкрите шоколадною глазур'ю. Винайдено в першій половині 1920-х років.

## Версії походження
Крістіан Кент, данець за походженням, мешканець США, власник фабрики з виробництва солодощів для дітей одного разу випадково облив брикетик морозива шоколадною глазур'ю, англійська назва «ice-cream» лід-вершки. Нова партія ескімо готувалася вже в парі з партнером Расселом Стовер. Назва — Eskimo Pie — «пиріг ескімоса». Перша промислова партія обсягом двадцять п'ять тисяч штук була випущена 1920 року.